# 尹世胄
尹世胄（1901年6月24日—1942年6月3日），原名尹小龙，又名石正（亦译石鼎），韩国独立运动家，原义烈团成员，朝鲜民族革命党和朝鲜义勇队的主要领导人之一，后在太行抗日根据地与刘邓大军联合抗日，1942年在太行山反“扫荡”战斗中牺牲，1982年获韩国建国勋章独立章，2020年9月入选中国著名抗日英烈、英雄群体名录。

## 早年

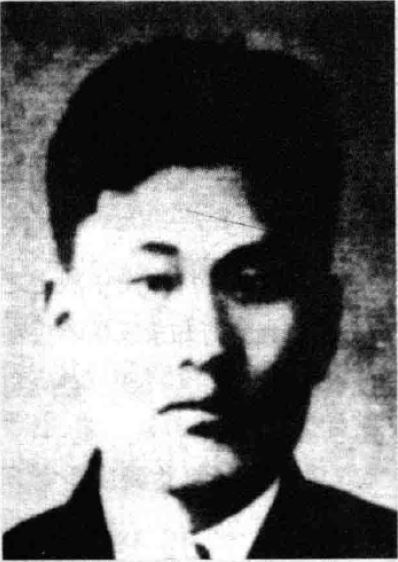
尹世胄早年照片

1901年6月24日，尹世胄出生于朝鲜庆尚南道密陽郡 。上中学期间，他开始大量阅读朝鲜历史和民族救亡的书籍。1919年朝鲜爆发三一运动，尹世胄是密阳地区的反日运动骨干。为躲避日本人的通缉，他流亡满州。同年4月，他被日本当局缺席判处1年半的徒刑。同年11月9日，他与金若山、郭在骥、李成宇、梁健浩等共13人在吉林成立义烈团:386-388:198。
1920年6月，尹世胄与另外6名义烈团成员返回朝鲜，计划炸毁日本朝鲜总督府。由于计划被泄露，尹世胄等人被以“非法拥有爆炸物”的罪名逮捕。同年6月22日，他被判处7年的有期徒刑，关押在西大门监狱。1927年刑满释放后，尹世胄回家休养了一段时间，后在密阳文化馆从事无声电影的放映工作为掩护，参加新干会密阳支会的反日活动。:198-199:139。

## 培养人才和统一阵线

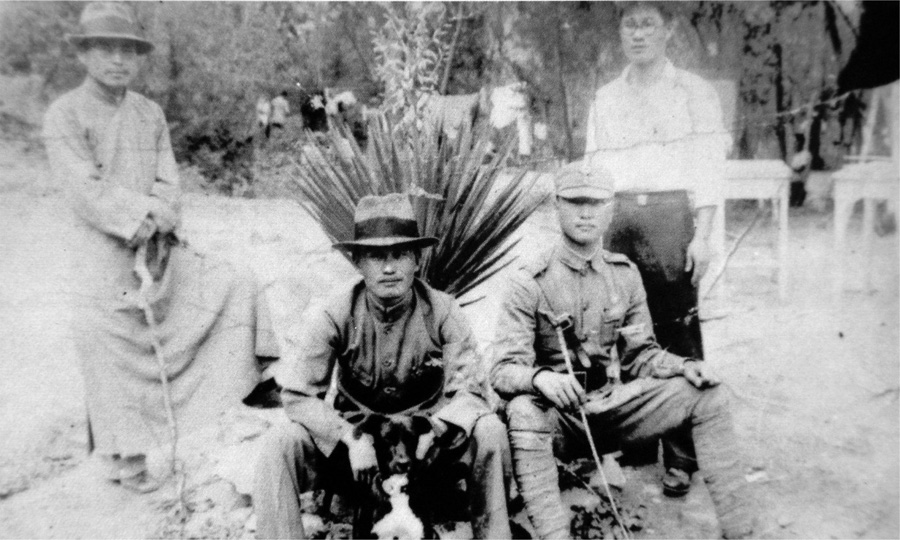
1936年的尹世胄

1932年春，尹世胄乘船来到天津，后前往南京与金若山会合:390-391。当时金若山已经联合中国国民党。1932年10月20日，在中国国民政府的支持下，“朝鲜革命干部学校”在南京汤山开学。尹世胄作为第一批学员接受了培训。1933年4月22日，首批26名学员毕业后，尹世胄被留学任教，教授唯物史观、朝鲜革命运动史、社会学、世界政治经济等课程。1935年10月，朝鲜革命干部学校迁往江西星子县，后又迁往湖北江陵。尹世胄一直在校方执教，直至中国抗日战争全面爆发，培养了大批人才:386-388:200。
除培养朝鲜独立运动人才外，尹世胄还与金若山一起团结朝鲜在华抗日团体建立统一战线。1932年11月，他协助金若山在上海成立“对日统一阵线同盟”。1934年3月，“对日统一阵线同盟”在南京举行第三次代表大会时，他提出了成立一个统一政党的主张:391-392，并当选中央执行委员会7位常委委员之一。1935年7月4日，朝鲜义烈团、朝鲜革命党、朝鲜独立党、新韩独立党、大韩独立团在南京发表声明合并成立“朝鲜民族革命党”。金若山任总书记，尹世胄当选首届15名中央执行委员之一。1936年4月，朝鲜民族革命党在中国各地先后建立起7个支部，成为在华两大韩国独立运动政党之一。尹世胄还创办了机关报《民族革命》:139-140:200-201。
不过，朝鲜民族革命党成立后出现了左右派纷争。右派认为义烈团在将朝鲜民族革命党引向共产主义方向，并于1937年初先后退出了朝鲜民族革命党:392-393。1937年7月，中国抗日战争全面爆发后，朝鲜民族革命党在同年11月与共产主义派的朝鲜民族解放同盟、无政府主义派的朝鲜革命者同盟在汉口共同成立“朝鲜民族战线同盟”，形成在华韩国独立运动左翼的大联合。金若山等4人当选该同盟理事。尹世胄等5人担任干事:140:201-202。

## 朝鲜义勇队
1938年10月，朝鲜民族革命党在中国抗日战争全面爆发的大背景下组织在华朝鲜青年在汉口成立“朝鲜义勇队”。尹世胄是朝鲜义勇军总部机关13位领导成员之一，负责政治宣传和理论建设，是政治组组长。为更好宣传抗日，他创办了朝鲜文刊物《朝鲜义勇队通讯》，并任主编。1940年10月10日，他在《朝鲜义勇队通讯》第37期发表《本队成立两周年纪念感言》，告诫在华朝鲜革命者“和中国英勇将士们同生死共甘苦地与敌人血肉相见”，宣称“只有在消灭共同敌人日本帝国主义之后，朝鲜民族才能重见独立自由的天地”。:125-126:141
1938年至1940年，朝鲜义勇队转战于国民党的6个战区13个省份，在战争前线开展抗日宣传，参加了武汉会战，以及昆仑关、中条山等战役。1939年7月，一贯反对大韩民国临时政府的金若山在蒋介石的撮合下与金九联合发表了《告统治同胞书》。由于美洲韩侨团队对左翼的抵制，金若山和尹世胄最终增建义勇队第三分队单独行动。:126
1940年初，抗日战争进入相持阶段。侵华日军调集60%的军力和汪精卫的全部部队对中共领导的新四军和八路军进行“大扫荡”。蒋介石的国民政府退守到重庆。为消弱中共的武装力量，蒋介石发动了皖南事变。尹世胄等左派人物开始对国民党失去信任。同年10月，蒋介石在重庆与大韩民国临时政府成立“韩国光复军”，打压朝鲜义勇队。:126:396-397

## 太行抗日

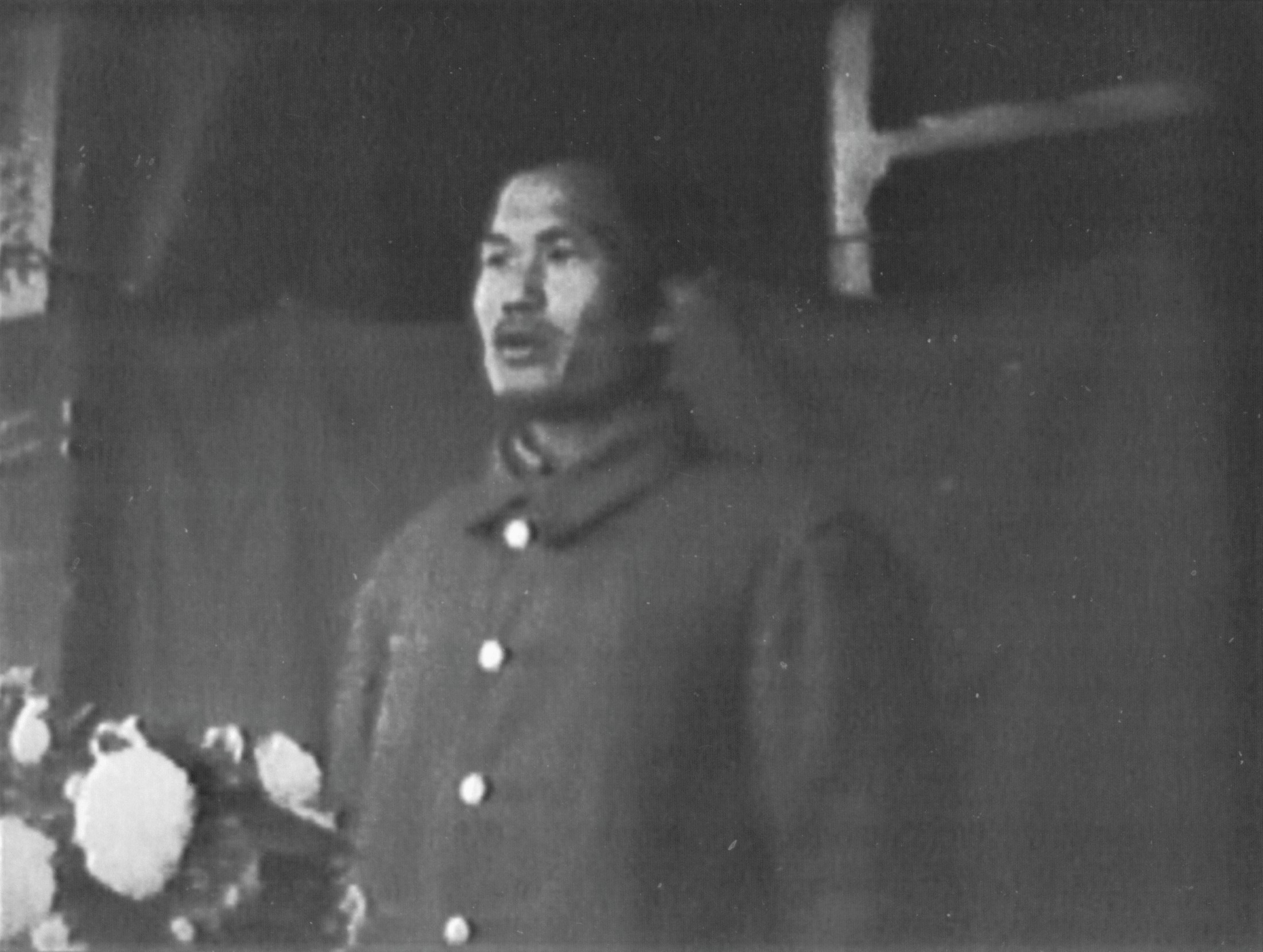
1941年的尹世胄

1940年，朝鲜义勇队在重庆召开扩大干部会，决定将队伍分成华北、华中和华南3个支队分别到八路军、新四军和华南纵队联合抗日。为尽早加入八路军，尹世胄化名石正（又译石鼎）提前来到太行抗日根据地与彭德怀、杨尚昆、左权、罗瑞卿、陆定一等人会谈有关朝鲜义勇军与八路军一起抗日的想法。129师师长刘伯承和政委邓小平得知后对尹世胄的想法非常支持，并派385旅的一个连前往黄河边迎接朝鲜义勇队。:127
投奔八路军的尹世胄被安排在野战政治部与陈光华一起在武乡烟里村筹备组建“华北朝鲜青年联合会”。两个月后，他随129师前往涉县。1941年1月10日，华北朝鲜青年联合会正式成立。同年5月底，朝鲜义勇队华北支队经过一段休整后也到达涉县。朴孝三任队长，金学武任政治指导员。同年7月，义勇队开始由华北朝鲜青年联合会领导。在此后的一年里，尹世胄带领义勇队散发了13万张227种中、朝、日三国语言传单，贴标语1500多条。由于朝鲜义勇队大多都会说日语和汉语，很多被安排在129师师、旅、军区政治部敌工部门工作。:128-129:142
1941年7月至1942年8月，朝鲜义勇队与八路军、新四军联合作战40余次。1942年5月，日军出动约3万兵力对太行抗日根据地发动空前的大扫荡，企图消灭八路军总部和朝鲜义勇军。当时八路军主力部队已转出外线，而中共中央北方局、八路军总司令部、野战政治部、后勤部、卫生部、军工部、新华日报社和朝鲜义勇队等大批机关还在日军合击圈内。为数不多的警卫部队和30余名朝鲜义勇队战士承担了狙击任务。在左权将军的指挥下，义勇队和警卫连冲出一个缺口护送彭德怀、罗瑞卿等总部首长突出重围。不过左权在战斗中头部中弹牺牲。5月28日，中朝军队在偏城再次被日军包围。朝鲜义勇队奉命夜袭日军激战5小时后夺取日军占据的山头，再次粉碎日军的大扫荡。但尹世胄和陈光华两人都在此次战斗中牺牲。:129-130:142

## 追悼
反扫荡战役结束后，中共中央北方局和八路军野战司令部政治部联合颁发了《纪念朝鲜义勇军烈士办法》。这是中国共产党和人民军队历史上首次为纪念外籍烈士颁发文件。文件决定1942年9月18日在太行山为朝鲜烈士举行葬礼，对朝鲜烈士进行了颂扬，并决定将烈士经历写入学校教材与战士课本，以激励中朝战士共同战斗实现中朝民族的彻底解放。:142-143:205-206

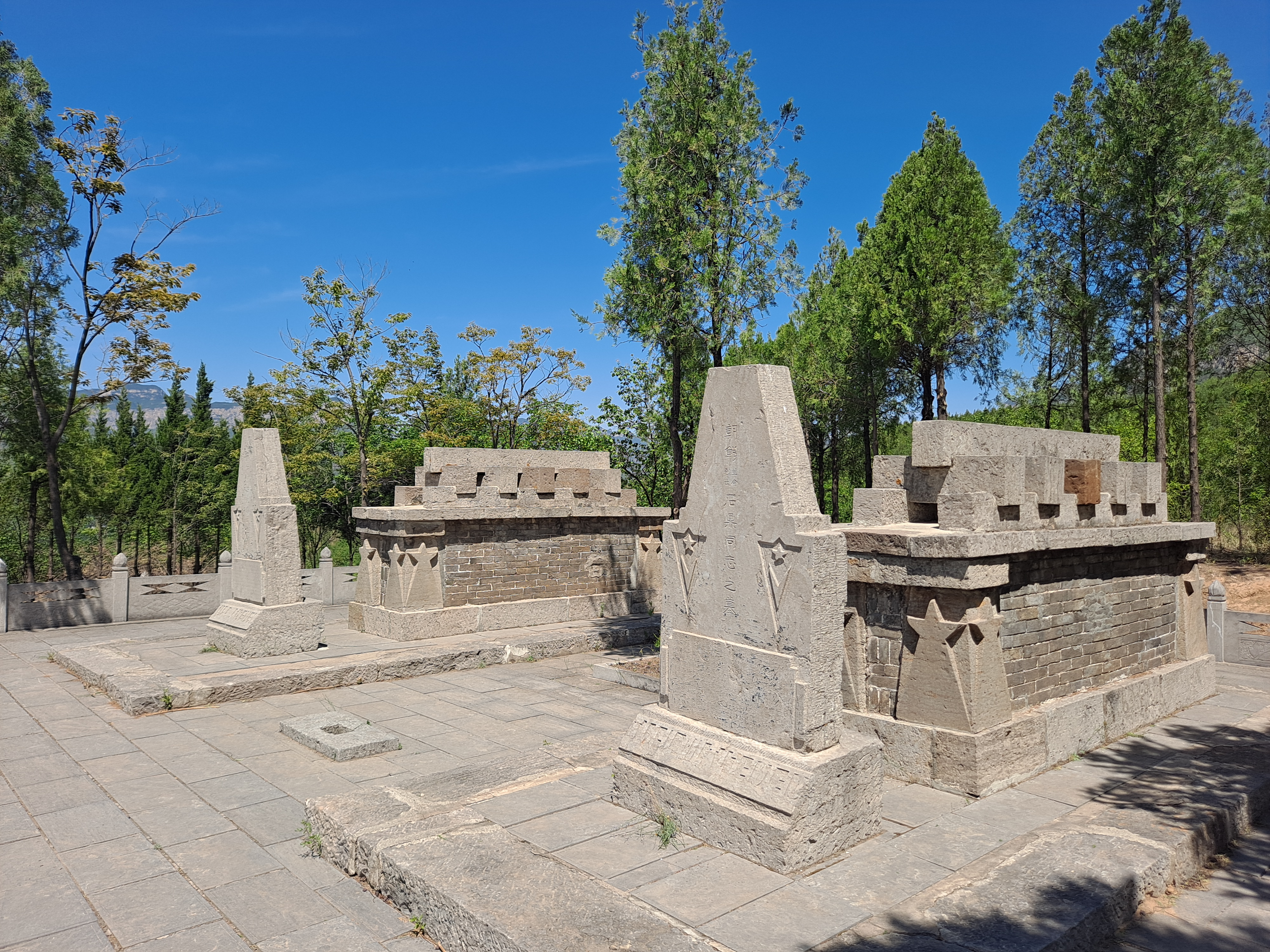
河北涉县石门村尹世胄和陈光华原墓遗迹

1942年9月20日，华北朝鲜青年联合会陕甘宁边区支会在延安也举行了追悼会。八路军总司令朱德亲临讲话称：“为自由而死的战士，他们的生命是永在的，将永远活在争取自由的中朝人民心中。他们殉身的事业将有更多的战士担负起来，把它完成”。当天的《解放日报》刊登了尹世胄、陈光华和张文海三烈士的略历，并发表了朱德（《为自由而死生命永存》）、叶剑英（《悼朝鲜义勇军阵亡同志》）、艾青（《献给反法西斯斗争中殉难的朝鲜烈士们》）等人的悼文。:143:206
1942年10月10日，晋冀鲁豫边区党政群各界5000余人在太行山举行公葬左权将军暨朝鲜革命烈士大会，在清漳河畔“晋冀豫花园”树立左权将军纪念石塔和朝鲜革命烈士纪念石塔。1950年10月10日，尹世胄的遗骨被移葬至河北邯郸晋冀鲁豫烈士陵园第二墓区。河北涉县石门村至今保存有尹世胄原墓遗迹。:143:206

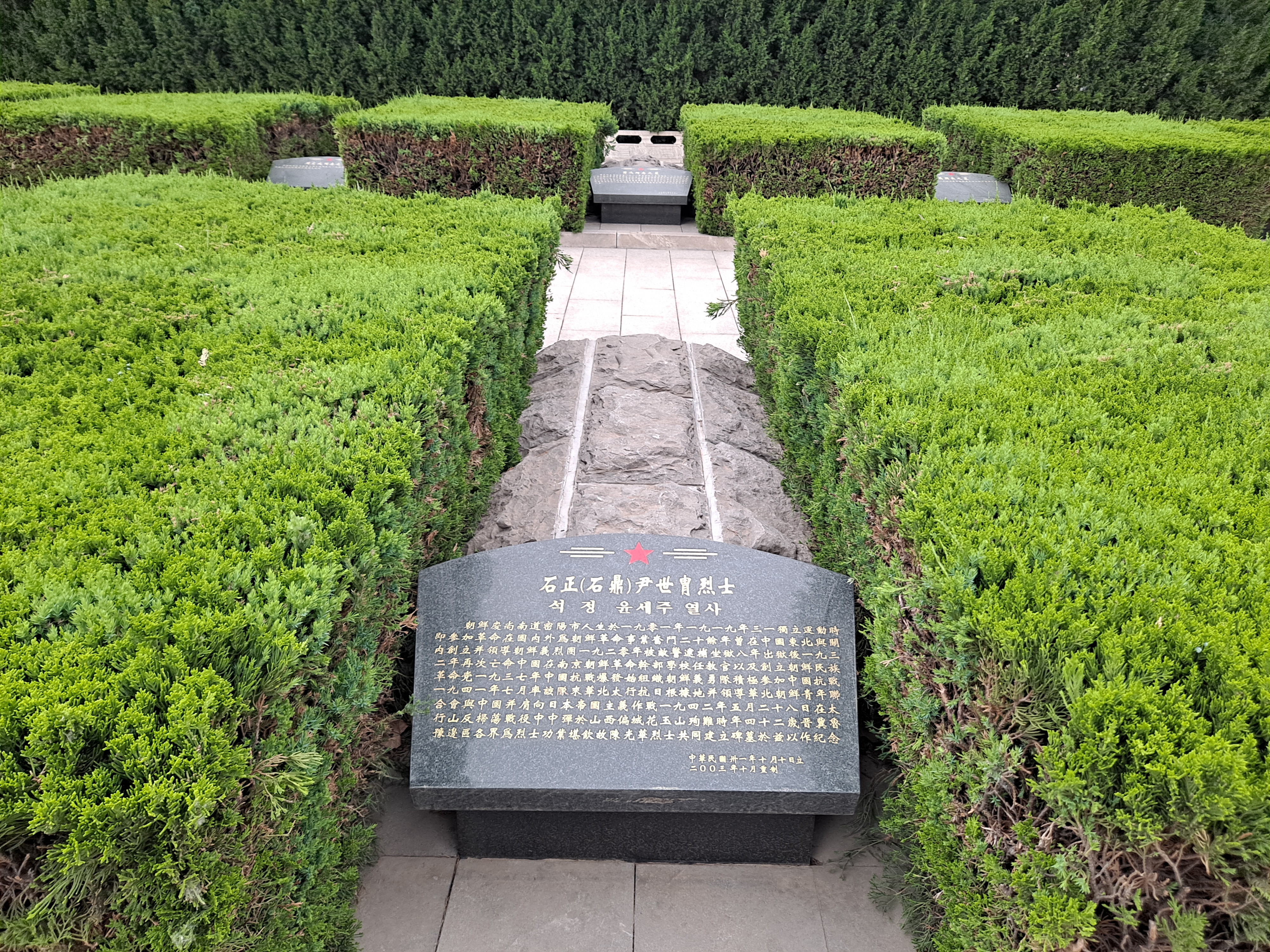
河北邯郸晋冀鲁豫烈士陵园内的尹世胄墓

## 纪念
- 1982年，韩国政府追授尹世胄建国勋章独立章[6]
- 1993年6月，尹世胄入选韩国本月独立运动家[7]
- 2001年6月，韩国密阳市举行了“纪念石正(尹世胄)烈士诞辰100周年国际学术会议”[8]
- 2020年9月，尹世胄入选中国著名抗日英烈、英雄群体名录[9]
- 韩国密阳市独立运动纪念馆建有尹世胄半身像[10]。